# Hrotová elektroda

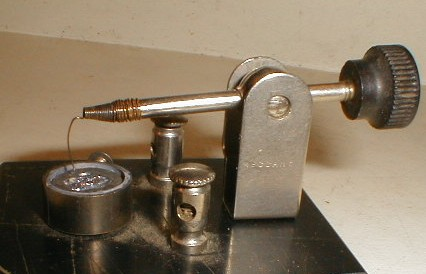
Hrotová dioda.

Uspořádání germaniové hrotové diody.

Hrotová elektroda je elektronický prvek, u kterého byl poprvé použit homogenní PN přechod; tím byla umožněna konstrukce tzv. hrotové diody. Původně se používala v krystalce, což byl primitivní rozhlasový přijímač.

## Princip
Uspořádání germaniové hrotové diody je na obrázku: Čtvercové destičky z opracovaného germaniového monokrystalu (rozměry přibližně 1,5 × 1,5 × 0,2 mm) se dotýká esovitě prohnutý wolframový drátek (průměr přibližně 0,1 mm), jenž je na konci elektrolyticky zaostřen na průměr 0,1 μm. Systém bývá uzavřen v keramickém, skleněném či kovovém pouzdře a bývá někdy vakuován.
PN přechod se vytváří po uzavření pouzdra krátkými intenzivními impulsy elektrického proudu. V důsledku tenkého zostření wolframového vlákna dosahují impulsy v oblasti hrotu vysokých proudových hustot, následkem kterých se povrchová vrstva polovodiče ohřívá, a tím dochází k difúzi iontů z hrotu do povrchových vrstev a dislokaci v monokrystalu. Oblast na povrchové vrstvě v okolí hrotu změní typ vodivosti na P.
Výhoda hrotové diody spočívá v její velmi malé ploše přechodu PN, tudíž má i velmi malou kapacitu. Diody jsou proto využitelné pro usměrňování frekvencí až do 1 GHz. Při podobném konstrukčním uspořádání s použitím křemíku je možné posunout mezní frekvence až do oblasti desítek GHz.

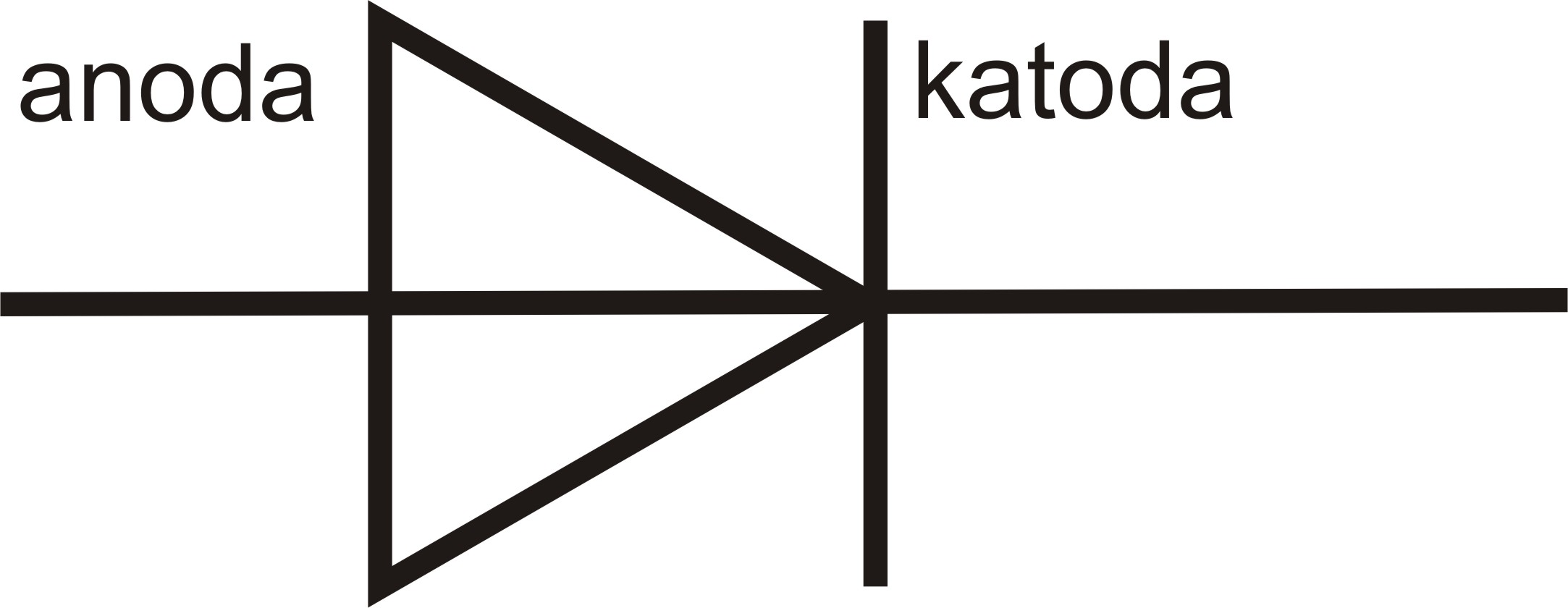
Schematická značka diody.

Hrotová dioda vykazuje značný sériový odpor, jehož důsledkem je mnohem větší diferenciální odpor v propustném směru. V závěrném směru je diferenciální odpor podstatně menší a napětí průrazu je poměrně malé.
Hrotové diody se využívají například v detektorech amplitudové i kmitočtové (frekvenční) modulace, jako spínací prvky pro velmi vysoké frekvence či v měřících přístrojích.
Z uspořádání hrotové diody vychází obecná schematická značka pro všechny polovodičové diody (na obrázku).